# نيكو برايس
نيكو برايس (بالإنجليزية: Niko Price؛ مواليد 29 سبتمبر 1989) هو مقاتل فنون القتال المختلطة أمريكي.

## وصلات خارجية
- نيكو برايس على موقع يو إف سي (الإنجليزية)
- نيكو برايس على موقع شيردوغ (الإنجليزية)
- نيكو برايس على موقع Tapology.com (الإنجليزية)
- نيكو برايس على موقع فايت ماتريكس (الإنجليزية)
- نيكو برايس على موقع IMDb (الإنجليزية)
- نيكو برايس على موقع قاعدة بيانات الفيلم (الإنجليزية)